# Билибин, Игорь Дмитриевич
И́горь Дми́триевич Били́бин (1930—2009) — художник-график, акварелист, архитектор, прикладник. 

## Биография
Игорь Дмитриевич Билибин родился в 1930 году[где?].
Член Союза художников СССР[когда?].
Обучение в ВАХ проходило[когда?] на архитектурном факультете.
Игорь Дмитриевич скончался в 2009 году.

## Творчество
Игорь Дмитриевич Билибин — автор монумента Советской Армии в Пскове (1969 год).
Он также автор военного мемориала в крепости-музее «Орешек».